# Barclay Tower
Der Barclay Tower ist ein 205 Meter hoher Wolkenkratzer in Manhattan in New York City, Vereinigte Staaten.

## Beschreibung

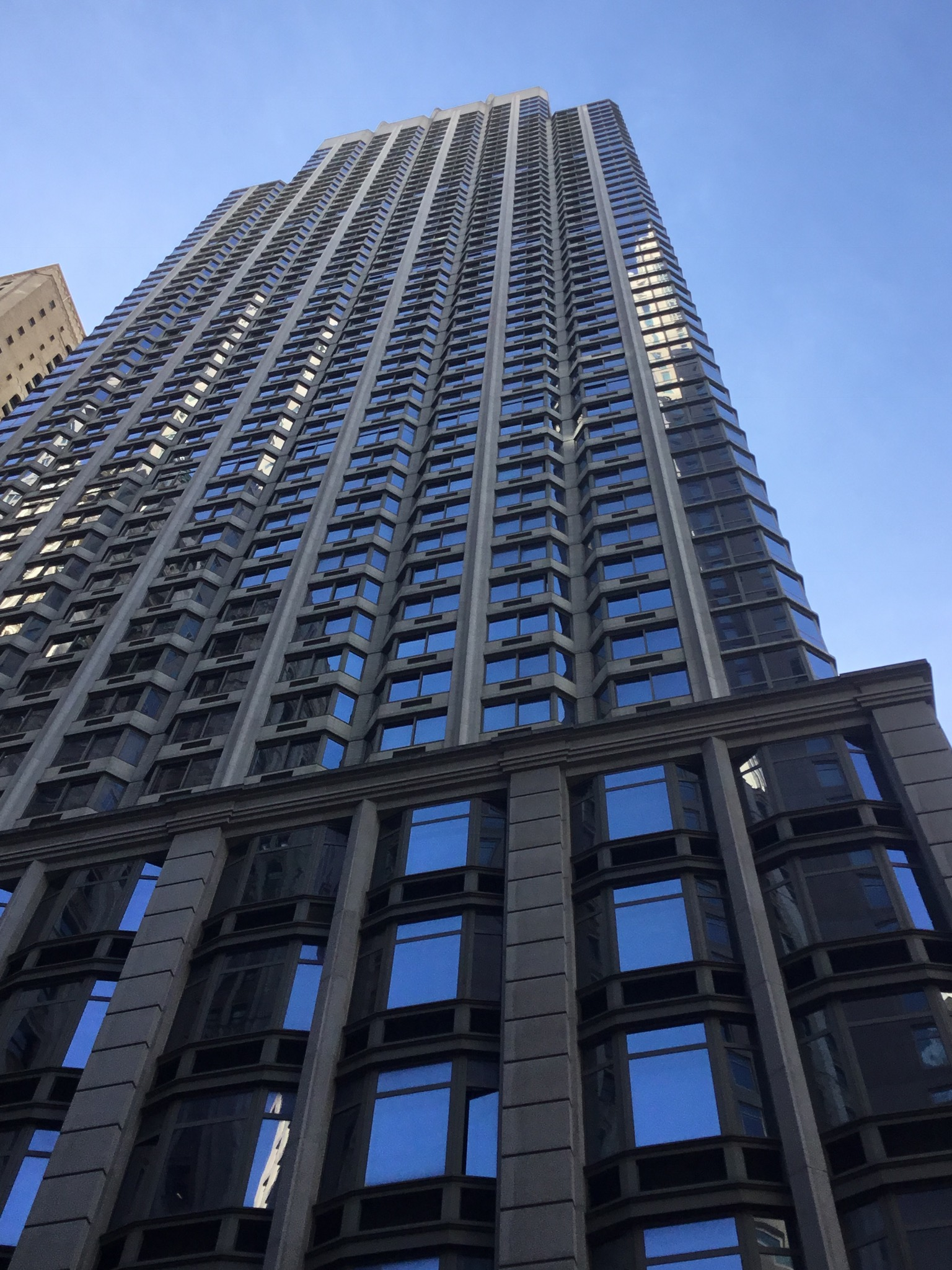
Vertikale Ansicht der Fassade

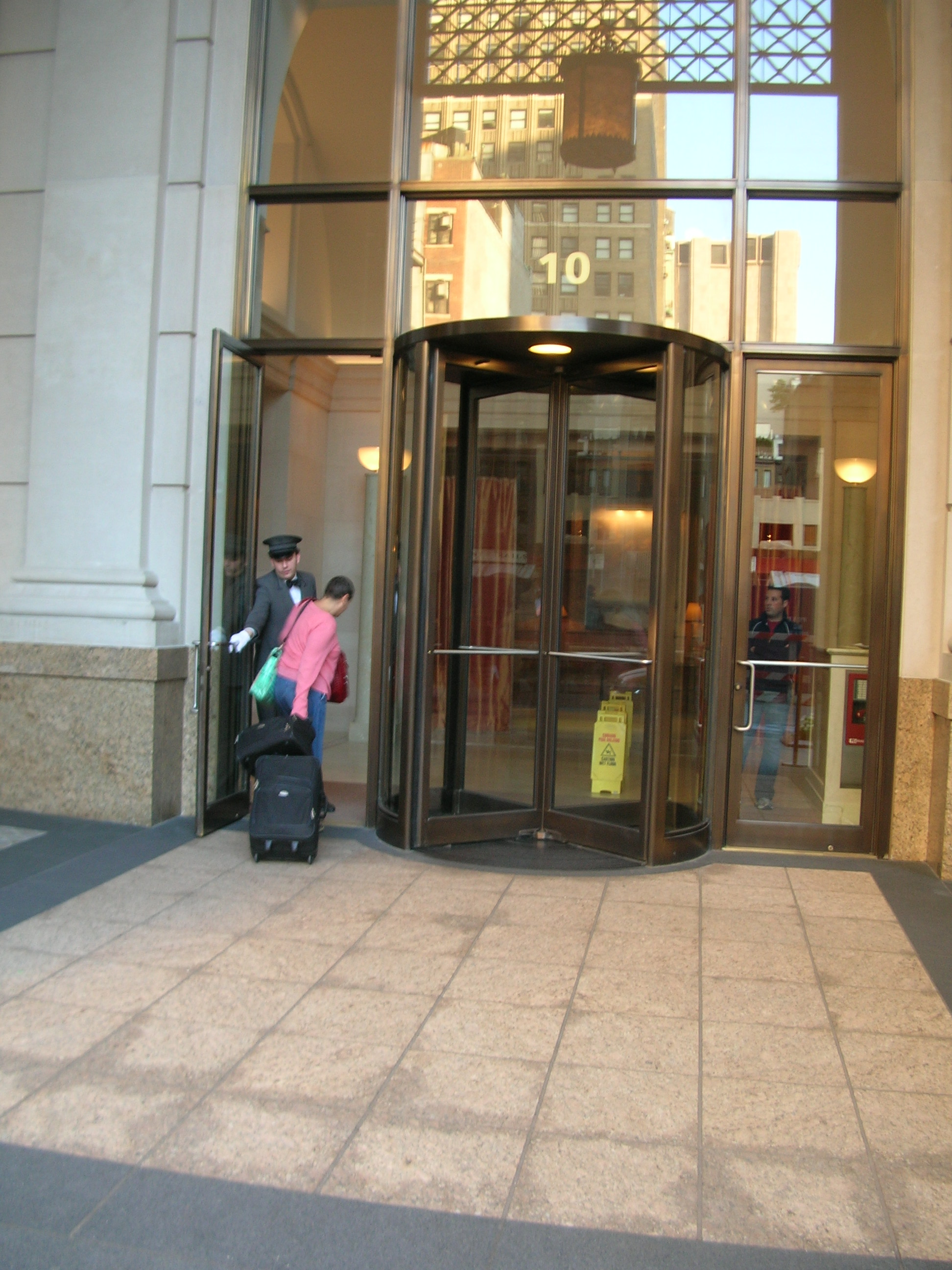
Gebäudeeingang

Der Wohnturm befindet sich in Lower Manhattan im Stadtteil Tribeca an der Barclay Street zwischen Broadway und Church Street. Benachbarte Wolkenkratzer sind das ikonische Woolworth Building und das Four Seasons Hotel New York Downtown. Direkter westlicher Nachbar ist die katholische Kirche St. Peter’s Roman Catholic Church. Der Barclay Tower steht nur wenige Meter vom World Trade Center im Westen und vom New Yorker Rathaus City Hall im Nordosten entfernt.
Das Gebäude wurde vom Architekten Costas Kondylis entworfen und von 2005 bis 2007 erbaut. Bauherr war die Firma Glenwood-Management und Eigentümer ist Barclay Street Realty. Der Turm ist 205,1 Meter (673 Fuß) hoch und besitzt 56 Stockwerke, manchmal werden auch 58 Etagen angegeben. Der Wohnwolkenkratzer besitzt 396 Wohneinheiten. Das Gebäude belegt mit Stand 2025 gemeinsam mit dem One Grand Central Place, dem One Court Square und dem 277 Fifth Avenue Platz 100 der höchsten Gebäude in New York City.
Der Tower bietet für seine Bewohner unter anderem ein modernes Fitnesscenter, einen 15 Meter langen Swimmingpool und einen runden Marmor-Whirlpool, Kalksteinbecken für Männer und Frauen mit Umkleidekabinen aus Marmor und separate Saunen, drei möblierte Loungebereiche und ein Partyraum mit Küche und Essbereich für Unterhaltung, eine geschlossene Innen-/Außenterrasse mit Servierbar, ein Kinderspielzimmer und einen Yoga-/Stretching-Raum.